# Willem van der Woude

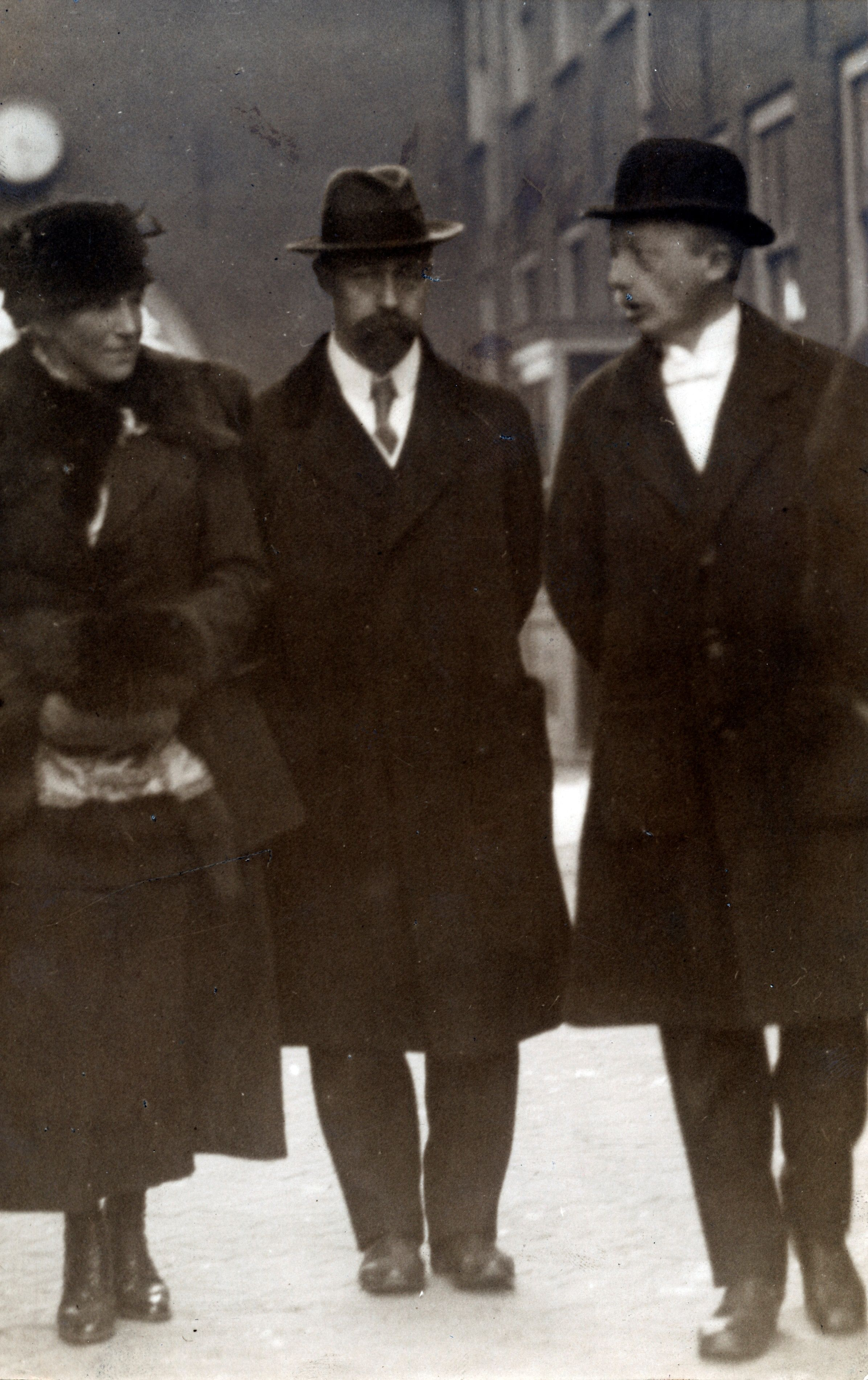
Van der Woude (Rechts) in Leiden (1917)

Willem van der Woude (* 15. Januar 1876 in Oosternijkerk; † 23. September 1974 in Oegstgeest) war ein niederländischer Mathematiker.

## Leben
Van der Woude wurde als Sohn des Lehrers Albert Roelofs van der Woude (* 19. November 1834 in Rinsumageest; † 16. Juni 1916 in Dokkum) und dessen Frau Reinske Willems Kuipers (* 15. September 1835 in Sarhuizum; † 10. Februar 1924 in Witmarsum) geboren. Er hatte das Gymnasium in Leeuwarden besucht und studierte an der Universität Groningen. Nachdem er 1898 sein Kandidatenexamen absolviert hatte, absolvierte er 1901 sein Doktoralsexamen. Von 1901 bis 1916 arbeitete er als Lehrer, erst am Gymnasium, dann an der höheren Bürgerschule (H.B.S.) in Deventer. Am 4. Mai 1908 promovierte Woude bei Pieter Schoute in Groningen mit dem Thema Over elkaar snijdende normalen aan een ellipsoïde en een hyperellipsoïde (deutsch: Über einander schneidende Normalen auf einem Ellipsoid und einem Hyperellipsoid) zum Doktor der Philosophie.
Am 8. Februar 1916 wurde er auf die Professur der Mathematik und Mechanik an die Universität Leiden berufen, welche Aufgabe er am 16. Mai desselben Jahres mit der Einführungsrede Over 't Snijpuntenstelsel van twee Algebraïsche Krommen (deutsch: Über T Schnittpunkte von zwei algebraischen Kurven) antrat. Während seiner Professurphase wurden unter anderem Dirk Struik, Nicolaas Kuiper, Gerrit Bol, Egbert van Kampen, Tatjana Pawlowna Ehrenfest seine Schüler. Im Akademiejahr 1934/35 war er Rektor der Universität Leiden, wozu er am 7. Februar 1935 die Rektoratsrede Meetkunde en ruimteleer (deutsch: Geometrie und Raumlehre) hielt. Nachdem 1940 die Leidener Hochschule am 26. November durch die deutschen Besatzer geschlossen worden war, übernahm van der Woude 1941 an der Seite von Alexander Willem Byvanck das stellvertretende Rektorat der wieder eingerichteten Hochschule, welches er bis zum 1. Februar 1943 innehatte. In der Nachkriegsphase vom Mai bis September 1945 wurde er erneut Rektor der Leidener Alma Mater. Am 16. September 1946 wurde er aus seiner Professur emeritiert. 1923, 1924, 1939 und 1940 war er Vorstand der Wiskundig Genootschap und 1926 wurde er Mitglied der königlich niederländischen Akademie der Wissenschaften.
Van der Woude verheiratete sich in Deventer mit der Lehrerin Wilhelmina Cornelia Schurink (* 30. Mai 1873 in Steenwijk; † 11. März 1955 in Oegstgeest), die Tochter des Kaufmanns Roelof Schurink (* 26. Juni 1842 in Steenwijk; † 9. August 1914 ebd.) und dessen am 14. August 1872 in Steenwijk geheirateten Frau Hilligje Volkers (* 30. Juni 1848 in Steenwijk; † 21. März 1913 ebd.) Aus der Ehe sind keine Kinder bekannt.

## Werke (Auswahl)
- Over elkaar snijdende normalen aan een ellipsoïde en een hyperellipsoïde. Deventer 1908.
- Over 't snijpuntenstelsel van twee algebraïsche krommen. Groningen 1916.
- Meetkunde en ruimteleer. Leiden 1935.
- Programma der feestelijkheden t. g. v. het 370-jarig bestaan der Leidsche Universiteit en haar plechtige heropening, te houden van 15 Sept. tot en met 18 Sept. in het jaar der herleefde vrijheid 1945. Leiden 1945.